# Cassida mysorensis
Cassida mysorensis là một loài bọ cánh cứng trong họ Chrysomelidae. Loài này được Borowiec & Swietojanska miêu tả khoa học năm 1996.